# Скуби-Ду: Проклятието на езерното чудовище
„Скуби-Ду: Проклятието на езерното чудовище“ (на английски: Scooby-Doo! Curse of the Lake Monster) е американска телевизионна хорър комедия от 2010 година на режисьора Браян Левант за Cartoon Network.
Базиран е на анимационната поредица от събота сутрин „Скуби-Ду“ на Хана-Барбера. Продължение е на „Скуби-Ду: Мистерията започва“ (Scooby-Doo! The Mystery Begins) 2009 година, както и четвъртия филм и втората прелюдия от едноименната игрална филмова поредица, чийто актьорския състав повтарят ролите си. Филмът е заснет в Санта Кларита, Калифорния и Sherwood Country Club в Thousand Oaks, Калифорния и премиерата на филма е на 16 октомври 2010 г.

## Актьорски състав
- Роби Амел – Фред Джоунс
- Хейли Киоко – Велма Динкли
- Кейт Мелтън – Дафни Блейк
- Ник Палатас – Шаги Джоунс
- Франк Уелкър – Скуби-Ду
- Тед Макгинли – Чичо Торни
- Ричард Мол – Елмър Ъгинс
- Мишел Никълс – Сенаторът
- Марион Рос – Хилда Троубърг
- Бевърли Сандърс – Уанда Гръбуорт

## Трейлър
Кратък трейлър на филма беше показан по Cartoon Network на 1 август 2010 г., който изобразява Шаги и Скуби на плажа.

## Рейтинги
Телевизионната премиера събра 5.1 милиона зрители.

## Домашна употреба
Филмът е пуснат на DVD от Warner Home Video на 1 март 2011 г. Warner Bros. Home Entertainment разпространи филма на Blu-ray диск.

## Спин-оф
Спин-оф филмът „Дафни и Велма“ (Daphne and Velma) беше пуснат на 22 май 2018 г.

## В България
В България филмът първоначално е излъчен през 2012 г. по HBO. Излъчва се многократно по Cartoon Network.